# Liam Payne
Liam James Payne (Wolverhampton, 1993. augusztus 29. – Buenos Aires, 2024. október 16.) angol énekes, dalszerző. A One Direction tagjaként lett ismert. Énekesként 2008-ban debütált, amikor részt vett a brit The X Factor tehetségkutató sorozatban. Miután kiesett a versenyből, újra részt vett a 2010-es meghallgatásokon és másik négy versenyzővel együtt megalapították a One Directiont. Payne dolgozott Big Payno és Payno néven producerként az együttesének és Cherylnek.
A One Direction hiátusa után aláírt a Republic Records-szal. 2017 májusában kiadta a Strip That Downt, amely a debütáló albumának kislemeze volt. Harmadik helyig jutott a Brit kislemezlistán és tizedikig a Billboard Hot 100-on, mindkét országban platina minősítést kapott. Az első albuma, az LP1 2019 decemberében jelent meg. A One Direction feloszlása óta 18 millió kislemezt adott el és több, mint 3,9 milliárd streammel rendelkezik.

## Fiatalkora
Payne Wolverhampton Heath Town (West Midlands) kerületében született. Karen és Geoff Payne fia, két nővére van, Nicola és Ruth. Payne koraszülött, gyakran betegedett meg és négy éves koráig gyakran időzött kórházakban, egyik veséje működésképtelen volt. Tanulóként Payne sokat sportolt, többek között crossfutást, amelyben „harmadik legjobb volt az országban egy időben.”
Tizenkét évesen elkezdett ökölvívni. Tizenegy GCSE vizsgát tett le, mielőtt zenetechnológiát kezdett tanulni a Wolverhampton College-ban.
Tizenkét éves korában része volt a Pink Productions Theatre Compnay-nak és Tony Manero szerepét játszotta a Szombat esti lázból. Payne korábban fellépett 26 ezer ember előtt a Wolverhampton Wanderers egyik mérkőzése előtt.

## Karrier

### 2008–2015: The X Factor és a One Direction
Payne először 2008-ban vett részt meghallgatásokon a The X Factorra 14 évesen. Payne továbbjutott az első fordulóból Frank Sinatra Fly Me to the Moonjával. A táborban kiesett, de Simon Cowell meggondolta magát és visszahívta a mentorok házába. Ekkor ismét nem jutott tovább, de Cowell azt mondta neki, hogy „jöjjön vissza két év múlva.”
2010-ben Payne visszatért a sorozatba és Michael Bublé Cry Me a Riverjét énekelte. Az első meghallgatás után második favorit volt az évad megnyerésére, de a Fiúk kategóriában nem tudott továbbjutni a mentorok házába. Nicole Scherzinger javaslatára Payne, Harry Stylesszal, Niall Horannel, Louis Tomlinsonnal és Zayn Malikkal összeállva alakított egy fiúegyüttest a tábor szakasz alatt. A csapat két hetet kapott a felkészülésre, az első közös daluk a Torn akusztikus verziója volt. Az együttes gyorsan hírnévre tett szert az Egyesült Királyságban és harmadikak lettek a tehetségkutatóban.
A The X Factor befejezte után bejelentették, hogy az együttes aláírt egy 2 millió fontos szerződést Simon Cowell Syco Records kiadójával. 2011 januárjában kezdtek el dolgozni az első albumukon, Los Angelesben. A One Direction: Forever Young (Our Official X Factor Story) könyvet a HarperCollins februárban adta ki. Ugyanebben a hónapban az együttes és más versenyzők a The X Factor-ból részt vettek az X Factor Live turnén. Áprilisban folytatták a munkát az albumon, amelyet Stockholmban, Londonban és Los Angelesben végeztek Carl Falk, Savan Kotecha, Steve Mac, és Rami Yacoub producerekkel.

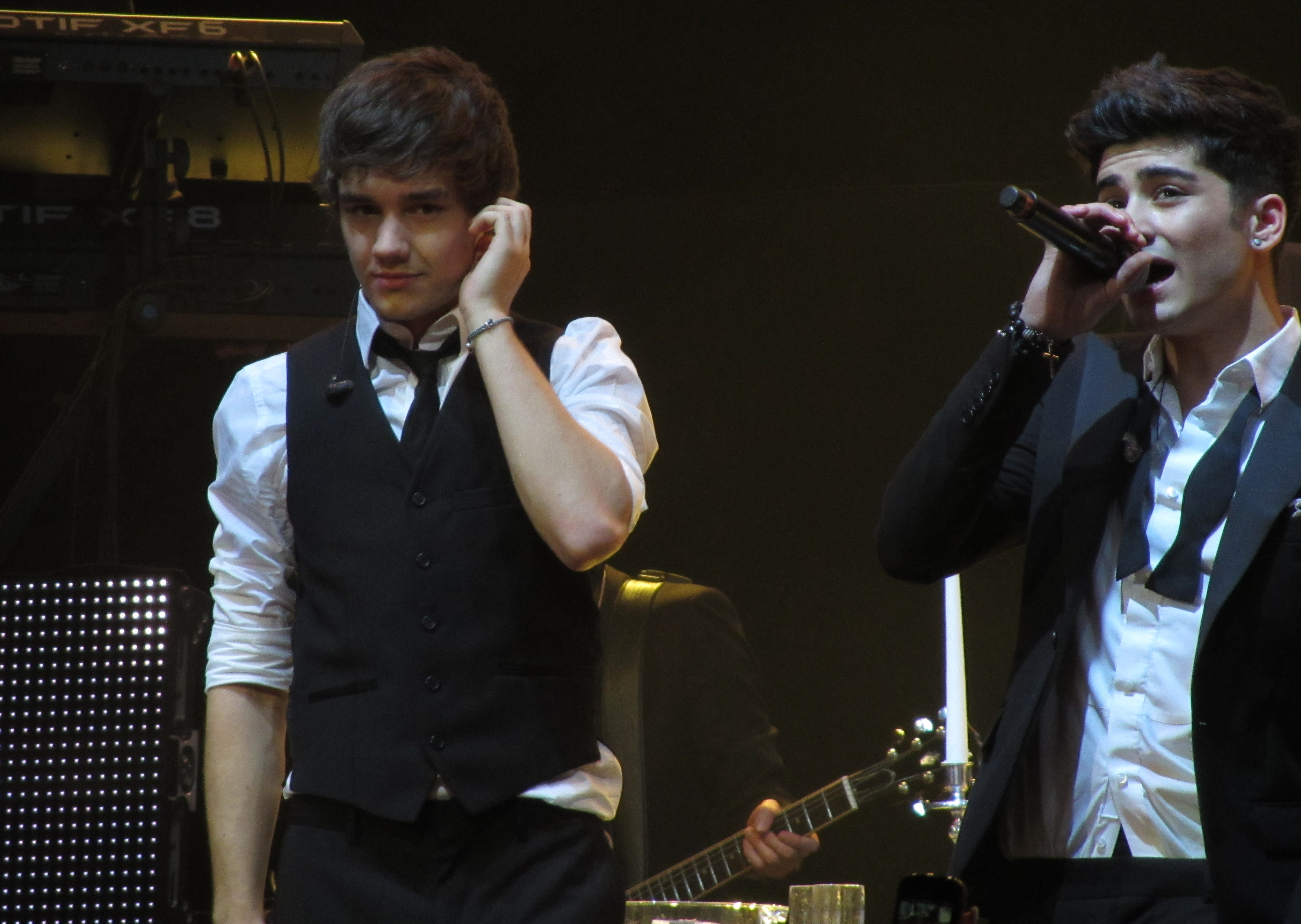
Liam Payne és Zayn Malik (jobbra) 2012-ben egy glasgowi koncerten

Az együttes első kislemezét, a What Makes You Beautifult 2011 szeptemberében adták ki, és nemzetközi siker lett. Első helyet ért el a Brit kislemezlistán, miután minden idők legtöbbet előrendelt dala lett a Sony Music Entertainment történetében. Ebben a novemberben jelent meg az Up All Night albuma Írországban és az Egyesült Királyságban. Nemzetközileg az Up All Night 2012 márciusában jelent meg, amivel a One Direction lett az első brit együttes, akinek a debütáló albuma első helyet ért el az Egyesült Államokban. Az album megjelenése után az Up All Night Tour keretei között léptek fel. Az turné 62 fellépésből állt, amely kereskedelmileg és kritikai szempontból is pozitívan volt fogadva, a jegyeket perceken belül adták el. Megjelent a turnéról egy koncertfilm is, Up All Night: The Live Tour címen 2012 májusában. 2012 szeptemberében kiadták a Live While We’re Young kislemezt. A Little Things lett az együttes második első helyezett kislemeze az Egyesült Királyságban. 2012 novemberében megjelent a One Direction második stúdióalbuma, a Take Me Home. Nemzetközi sikernek örvendett, 35 országban érte el a legelső helyet a slágerlistákon, Magyarországon a másodikat. Mikor elérték az első helyet a Billboard 200-on, ők lettek az első fiúegyüttes az Egyesült Államok slágerlistáinak történelmében, akiknek két első helyezett albumok volt egy naptári évben és 2008 óta az első együttes, akiknek két első helyezett albuma volt egy naptári évben. A megjelenés után megkezdték a Take Me Home turnét. A turné 123 fellépésből állt Európában, Észak-Amerikában, Ázsiában és Óceániában. A jegyeladások elértek több, mint 300 ezret egy napon belül az Egyesült Királyságban és Írországban, amelyben benne volt hat teltházas este a O2 Arenában, Londonban. Ausztráliában és Új-Zélandon több, mint 15 millió dolláros bevételt hozott, mind a 190 ezer jegyet eladva a 18 koncertre. Pozitív kritikákat élvezet az együttes a turné alatt, amit főleg az elő énekhangjuk és az előadói hozzáértésük miatt kaptak. Összességében 1.635 millió jegyet adtak el 134 koncertre, amivel 114 millió dollár bevételt generáltak.

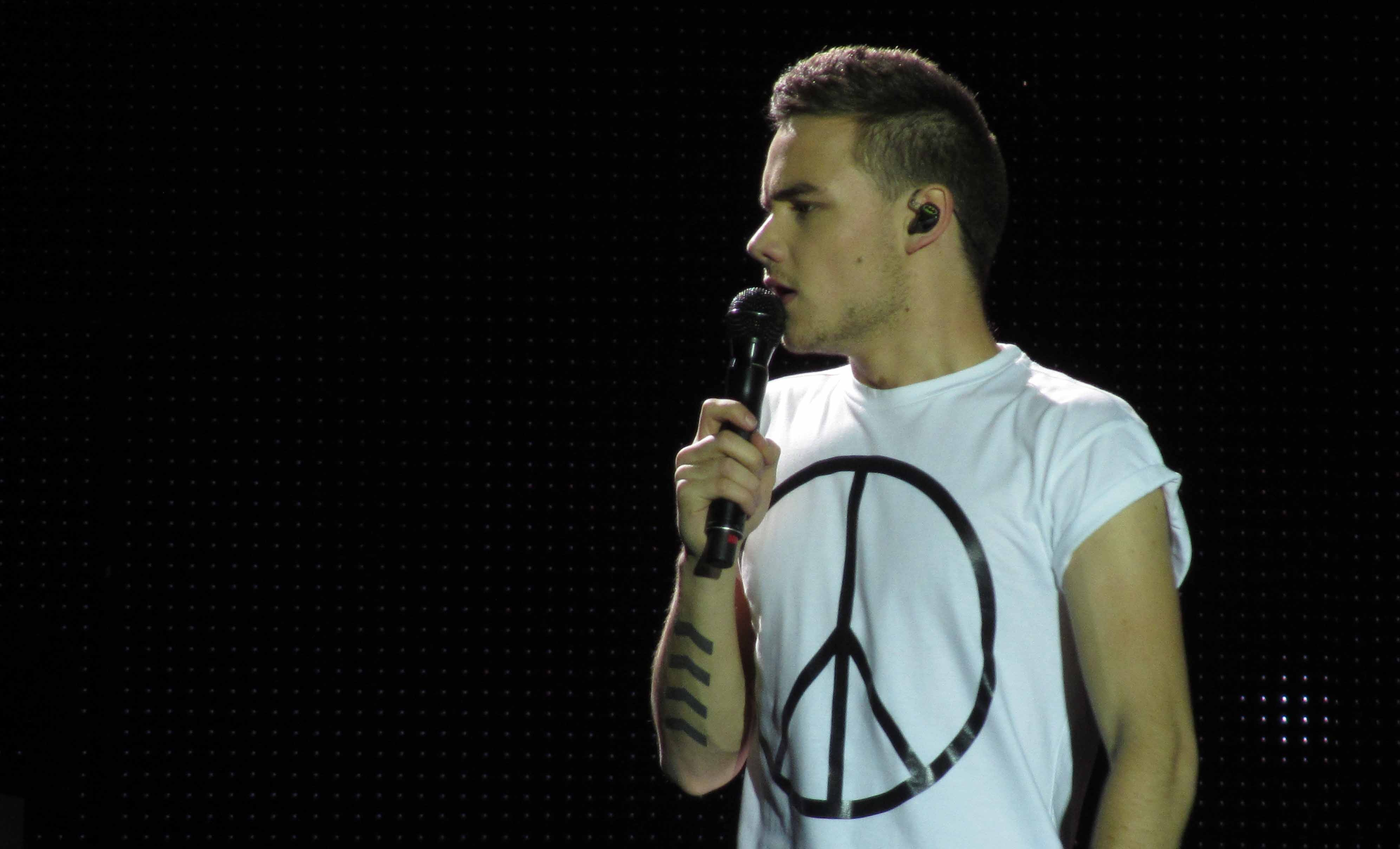
Payne 2013 februárjában

2013. november 25-én kiadták a Midnight Memories albumot, amely 2013 legsikeresebb albuma lett. A Best Song Ever, az album első kislemeze az eddigi legmagasabb pozíciót elérő kislemezük az Egyesült Államokban, 2. hellyel. 2013. május 16-án , ez együttes bejelentette az első stadionturnéját, a Where We Are Tourt. A jegyek perceken belül elkeltek, és a rajongói igények miatt hozzáadtak fellépéseket a turnéhoz. 69 koncertjük volt, és átlagosan 49 ezer rajongó tekintette meg ezeket. Több, mint 290 millió dollár bevételt hozott a turné, amivel 2014 legsikeresebb, minden idők legsikeresebbje egy vokális együttes által és minden idők 15. legsikeresebb turnéja lett. 2014 novemberében adták ki negyedik stúdióalbumukat, a Fourt. A Steal My Girl és a Night Changes voltak az album kislemezei, melyek közül mindkettő platinalemez lett. Ezzel az albummal a One Direction lett az első együttes a Billboard 200 történetében, amelynek az első négy stúdióalbuma első helyen debütált. 2015 novemberében, a Made in the A.M., az ötödik stúdióalbumuk megjelent. Az albumról a Drag Me Down és a Perfect voltak a kislemezek, amelyek több országban is első helyen debütáltak. A kiadás után az együttes egy hiátus mellett döntött.
Zayn Malik távozása után Payne lett megbízva a korábbi tag vokáljainak átvételével. Ő volt az együttes egyik fő dalszerzője, a harmadik és negyedik albumoknak több, mint felét ő írta.

### 2016–2024: szólókarrier
Payne producerként Big Payno és Payno néven kezdett el dolgozni Cheryl Cole-nak és ő írta az énekesnő Only Human albumán az I Won’t Breaket.
2014 augusztusában Payne lett a Hampton Music Limited igazgatója, amely alatt később szóló projektjei megjelentek. Az ausztrál 5 Seconds of Summer a One Mode Productions-höz van szerződve, amelynek Payne az egyik igazgatója.
2015-ben Payne együttműködött Jamie Scottal a Hometown The Night We Met kislemezén. 2016 elején szerepelt Wiz Khalifa és Juicy J You dalán.
2016 októberében aláírt a Republic Recordshoz. Az első kislemeze a Strip That Down (Quavo-val) 2017. május 19-én jelent meg, amelyet Ed Sheerannel és Steve Mac-kel írt. A dal tizedik helyet ért el a Billboard Hot 100-on és harmadikat a Brit kislemezlistán. Payne a debütáló albumáról a következőt mondta:
Nagyon változatos. Sokkal inkább olyan, mint egy lejátszási lista; egy lejátszási lista a kedvenc dalaimból, amiket az elmúlt egy évben csináltam. Szóval néhány lassú dal, néhány dance dal is van rajta, néhány R&B cucc. Szóval sok minden van... Sok különböző cucc.
2018 januárjában Payne és Rita Ora kiadott egy kislemezt For You címen, amely A szabadság ötven árnyalata filmzenéje volt. 2018 áprilisában megjelentette a Familiart J Balvinnal. Ekkor bejelentett, hogy az első albuma 2018. szeptember 14-én fog megjelenni.
2018. március 30-án Payne fellépett több, mint 100 ezer ember előtt Dubajban a Global Village 2018-en. Augusztusban kiadta első középlemezét, amely egy közreműködés volt French Montanaval First Time címen. Az EP megjelenése előtt Payne elmondta, hogy félretette az albumát, mert módosításokra van szüksége. Jonas Blue Polaroid című számán énekelt Lennon Stellával. 2019 májusában ő lett a Hugo Boss első globális nagykövete. Az első kollekció a berlini divathéten jelent meg 2020 júliusában.
2019. szeptember 18-án kiadta a Stack It Upot A Boggie wit da Hoodie-val. Payne ekkor bejelentette, hogy albuma elkészült és 2020-ban fogják valószínűleg kiadni, októberben végül hivatalossá tették az LP1 december 6-i megjelenési dátumát. Október 25-én kiadta az All I Want (For Christmas)-t. Az album 17. helyen debütált a UK Albums Charton és 111. helyen a Billboard 200-on. 2020 áprilisában együttműködött Alessoval a Midnight című dalon. Ugyanebben a hónapban elkezdett egy havi YouTube sorozatot. Júliusban bejelentette a The LP Show elindulását, amelyeket élőben közvetít az interneten. 2020. október 30-án kiadta a Naughty List karácsonyi dalt Dixie D’Amelio-val.

## Filantrópia
A One Direction tagjaként támogatta a Comic Relief-et és a Action 1D-t, amelynek célja egy jobb jövő segítése volt.
Payne nagy támogatója az UNICEF-nek és Andy Murray-vel, Jack Whitehallal, és Clare Baldinggal összefogott a Children in Danger Summer Disease Appeal támogatásában. A Trekstock jótékonysági szervezet nagykövete. Első kampánya a szervezettel 2013-ban 785 ezer dollárt gyűjtött, 2015-ben pedig 211 ezer dollárt. Payne a nagykövete az ENSZ Fenntartható Fejlődési Célok kampányának, illetve szülővárosában folytatott The Youth Zone projektnek is adott pénzügyi támogatást.
2019 májusában, az abortusz ellenes törvények Alabamában való elfogadása után Payne a következőt mondta: „teljesen elveszik a nők jogát és a testükhöz való tulajdonjogukat, ami hozzájuk tartozik” és, hogy „nekünk férfiaknak soha nem kell átélnünk ezeket, hogyan dönthetünk vagy szólhatunk hozzá ehhez a témához [...] Itt vagyok én, aki azt gondolta, hogy ez a szabadság földje, de ennek ellenére, ahonnan én látom nagyon meg vannak kötve.”
2020 májusában támogatta a Black Lives Matter mozgalmat és arra biztatta rajongóit, hogy ismerjék meg a helyzetet és adakozzanak. Részt vett a londoni Black Lives Matter tüntetéseken.
2020 júniusában részt vett egy jótékony célú FIFA 20 versenyen, amely több, mint 10 millió dollárt gyűjtött a Covid19 ellen küzdő szervezeteknek. Trent Alexander-Arnold ellen játszott, aki kétszer is megverte. Payne a mérkőzés után a következőt mondta: „Egy olyan jó cél és mind szeretünk játszani – az egyik legjobb dolog... Szóval, hogy ezt téve segíteni tudunk rászoruló embereknek, egy nagy győzelem.”

## Magánélet
2010 és 2012 között Payne kapcsolatban élt Danielle Peazer táncossal. 2013 és 2015 között pedig Sophia Smith-szel járt.
2016-ban Cheryllel kezdett kapcsolatba. Egy gyerekük van Bear Grey Payne (2017–). 2018-ban szakítottak.
2019-ben Maya Henryvel kezdett el randizni, eljegyzésüket 2020 augusztusában jelentették be. 2021 júniusában Payne bejelentette, hogy felbontották eljegyzésüket.
Payne vagyona £47 millió.

### Halála

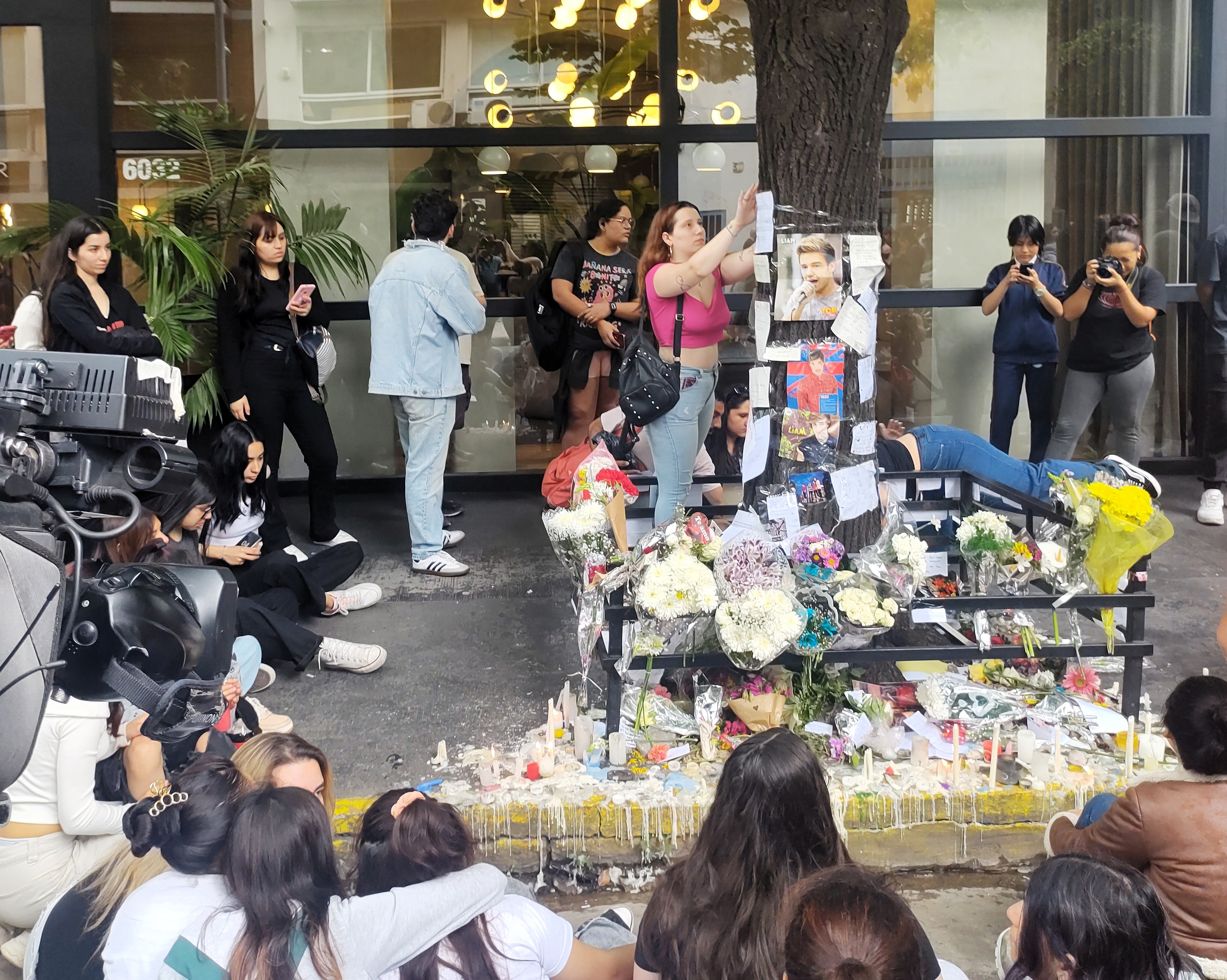
Rajongók egy csoportja megemlékezik az énekesről a Buenos Aires-i hotel előtt

2024. október 16-án, 31 évesen meghalt, miután kiesett egy Buenos Aires-i hotel harmadik emeletéről. Niall Horan koncertje miatt volt Argentínában. A rendőrséget eredetileg egy „alkohol vagy drog hatása alatt álló agresszív férfira” hívták ki. A hívásban a hotel igazgatója azt mondta, hogy a férfi veszélyt jelentett önmagára, mivel szobájának, amiben jelentős károkat okozott, volt egy erkélye. Payne nem sokkal az után esett ki az erkélyről, hogy a hatóságok kiérkeztek. Komoly fejsérüléseket szenvedett, aminek következtében azonnal életét vesztette. Halálát helyi idő szerint 17:11-kor erősítették meg.
Az énekes halálát Alberto Crescenti, a város sürgősségi egészségügyi igazgatója erősítette meg az argentin sajtónak, hozzátéve, hogy 13–14 méteres magasságból esett, és olyan komoly sérüléseket szenvedett, hogy élete megmentése lehetetlen volt. Azt nem osztotta meg, hogy baleset vagy öngyilkosság volt. Pablo Policicchio, a városi biztonsági miniszter megerősítette, hogy Payne kiugrott szobája erkélyéről. Nyomozást indítottak az ügyben. Az énekes szobájában különböző gyógyszereket, köztük klonazepámot, találtak, illetve Payne holtteste mellett egy üveg whiskeyt is. A jelentések szerint az esést követő agysérülések, illetve belső-, és külső vérzések nagy szerepet játszottak azonnali halálában. Egyedül volt a szobájában az eset idején.
Az amerikai TMZ bulvárújság megszerzett képeket az énekes holttestéről, amelynek közzétételét sokan kritizáltak. Később a weboldalról eltávolították a felvételeket.

## Diszkográfia
Stúdióalbumok
- LP1 (2019)

Középlemezek
- First Time (2018)

## Filmográfia
| Év   | Cím                              | Szerep | Jegyzet                                                                         |
| ---- | -------------------------------- | ------ | ------------------------------------------------------------------------------- |
| 2012 | iCarly                           | Önmaga | A One Direction epizódban                                                       |
| 2013 | One Direction: This Is Us        | Önmaga |                                                                                 |
| 2014 | Where We Are – The Concert Film  | Önmaga |                                                                                 |
| 2014 | Dynamo – varázslat a világ körül | Önmaga | 4. évad, 1. rész                                                                |
| 2014 | Dancing with the Stars           | Önmaga | 19. évad, 13. rész                                                              |
| 2016 | Family Guy                       | Önmaga | A Fuss, Chris, Fuss epizódban                                                   |
| 2017 | Drop the Mic                     | Önmaga | A Niecy Nash vs. Cedric the Entertainer / Liam Payne vs. Jason Derulo epizódban |

## Díjak
| Év   | Díjátadó/Szervezet       | Kategória                                | Jelölt/munka                               | Eredmény | For.   |
| ---- | ------------------------ | ---------------------------------------- | ------------------------------------------ | -------- | ------ |
| 2015 | Attitude                 | Sexiest Man of the Year                  | Liam Payne                                 | Győztes  | [ 83 ] |
| 2016 | BMI London Awards        | Pop Award Songs                          | Night Changes                              | Győztes  | [ 84 ] |
| 2016 | BMI London Awards        | Pop Award Songs                          | Steal My Girl                              | Győztes  | [ 84 ] |
| 2017 | Teen Choice Awards       | Choice Summer Male Artist                | Liam Payne                                 | Jelölve  | [ 85 ] |
| 2017 | Teen Choice Awards       | Choice Male Hottie                       | Liam Payne                                 | Jelölve  | [ 85 ] |
| 2018 | Brit Awards              | British Single                           | Strip That Down (Quavo-val)                | Jelölve  | [ 86 ] |
| 2018 | Brit Awards              | British Artist Video of the Year         | Strip That Down (Quavo-val)                | Jelölve  | [ 86 ] |
| 2018 | BMI Pop Awards           | Award Winning Songs                      | Strip That Down                            | Győztes  | [ 87 ] |
| 2018 | Global Awards            | Best Male                                | Liam Payne                                 | Jelölve  | [ 88 ] |
| 2018 | Global Awards            | Best British Artist or Group             | Liam Payne                                 | Jelölve  | [ 88 ] |
| 2018 | Global Awards            | Best Pop                                 | Liam Payne                                 | Jelölve  | [ 88 ] |
| 2018 | Global Awards            | The Global Special Award                 | Liam Payne                                 | Győztes  | [ 88 ] |
| 2018 | iHeartRadio Music Awards | Best New Pop Artist                      | Liam Payne                                 | Jelölve  | [ 89 ] |
| 2018 | iHeartRadio Music Awards | Best Solo Breakout                       | Liam Payne                                 | Jelölve  | [ 89 ] |
| 2018 | LOS40 Music Awards       | International New Artist of the Year     | Liam Payne                                 | Jelölve  | N/A    |
| 2018 | LOS40 Music Awards       | International Video of the Year          | Familiar (J Balvinnal)                     | Jelölve  | N/A    |
| 2018 | MTV Video Music Awards   | Best Dance Video                         | Get Low (Zeddel)                           | Jelölve  | N/A    |
| 2018 | Teen Choice Awards       | Choice Latin Song                        | Familiar (J Balvinnal)                     | Győztes  | [ 90 ] |
| 2018 | Teen Choice Awards       | Choice Summer Song                       | Familiar (J Balvinnal)                     | Jelölve  | [ 90 ] |
| 2018 | Teen Choice Awards       | Choice Summer Male Artist                | Liam Payne                                 | Jelölve  | [ 90 ] |
| 2019 | Brit Awards              | British Artist Video of the Year         | For You (Fifty Shades Freed) (Rita Oraval) | Jelölve  | N/A    |
| 2019 | BreakTudo Awards         | Best International Performance in Brazil | VillaMix                                   | Jelölve  | N/A    |
| 2019 | Global Awards            | Best Male                                | Liam Payne                                 | Jelölve  | N/A    |
| 2019 | Global Awards            | Best Pop                                 | Liam Payne                                 | Jelölve  | N/A    |